# АКС-74У
АКС-74У (позната и као АКСУ-74 и АК-74СУ) је јуришна пушка, представљена 70-их година прошлог века. То је, у суштини, скраћена верзија пушке АК-74 и комбинација аутоматске пушке малих димензија са релативно моћном муницијом (идентичнм као и код јуришне пушке АК-74). Битна разлика је у брзом скривачу пламена.
Намера је била да се са овом пушком опреме превасходно посаде возила, послужиоци на артљеријским оруђима и припадници специјалних јединица, којима је наопходно мало и лако оружје. Руске специјалне јединице, Спецназ, користе верзију ове пушке којој се могу додати скривач пламена и потцевни бацач граната, калибра 30 mm.
Ова пушка је била популарна у многим земљама бившег Варшавског пакта, а такође је и произвођена у неким од њих.
На америчком тржишту, полуаутоматска верзија ове пушке је позната као Кринков.